# De Graafschap
VBV De Graafschap (normalt bare kendt som De Graafschap) er en hollandsk fodboldklub fra Doetinchem i Gelderland. Klubben spiller i den bedste række, Æresdivisionen. De Graafschap blev stiftet den 1. februar 1954, og spiller sine hjemmekampe på De Vijverberg. Klubbens kælenavn er "superboeren" som betyder super-bønderne.

## Titler
- Ingen

## Kendte spillere
- Guus Hiddink
- Klaas-Jan Huntelaar
- Stefan Postma
- Peter van Vossen

## Danske spillere
- Hans Aabech
- Benny Gall
- Lasse Schøne